# Anhalts voetbalkampioenschap 1910/11
In 1910/11 werd het tweede Anhalts voetbalkampioenschap gespeeld, dat georganiseerd werd door de Midden-Duitse voetbalbond. 
SV Cöthen 02 werd autoritair kampioen en plaatste zich zo voor de Midden-Duitse eindronde. Daar verloren de club met zware 1-7 cijfers van VfB Leipzig.  

## 1. Klasse
| Plaats | Club                    | Wed. | W  | G | V | Saldo | Ptn.  |
| ------ | ----------------------- | ---- | -- | - | - | ----- | ----- |
| 1.     | Cöthener FC 02          | 12   | 12 | 0 | 0 | 46:07 | 24    |
| 2.     | SC Cöthen 09            | 12   | 6  | 1 | 5 | 45:25 | 13:11 |
| 3.     | Dessauer FC 98          | 12   | 5  | 1 | 6 | 26:34 | 11:13 |
| 4.     | FC Viktoria 1903 Zerbst | 12   | 5  | 1 | 6 | 22:35 | 11:13 |
| 5.     | Cöthener FC Germania 03 | 12   | 5  | 0 | 7 | 37:43 | 10:14 |
| 6.     | SV 07 Bernburg          | 12   | 4  | 0 | 8 | 24:25 | 08:16 |
| 7.     | Dessauer FC 05          | 12   | 3  | 1 | 8 | 17:45 | 07:17 |

|  | Kampioen, geplaatst voor Midden-Duitse eindronde |